# Hans Wuethrich
Hans Wuethrich ou Hans Wuthrich ou Hans Wüthrich, né le 1er novembre 1889 et mort le 13 août 1982, est un footballeur et un arbitre suisse de football. Il est le deuxième arbitre suisse en coupe du monde. 

## Carrière
Il a officié dans des compétitions différentes : 
- Coupe de Suisse de football 1933-1934 (finale)
- Coupe de Suisse de football 1936-1937 (finale)
- Coupe Mitropa 1937 (finale retour)
- Coupe du monde de football de 1938 (2 matchs)